# Carina Lau
Carina Lau, de son vrai nom Lau Kar-ling (劉嘉玲, née le 8 décembre 1965) est une actrice et chanteuse hongkongaise, particulièrement réputée dans les années 1980 pour ses rôles de girl next door.
Elle commence sa carrière sur la chaîne TVB, avant de percer au cinéma après sa 2e année au collège. Étant devenue populaire grâce à un film de Stephen Chow, elle est considérée comme une « fille de Sing ».
Elle est mariée avec l'acteur Tony Leung Chiu-wai depuis 2008.

## Biographie
Né à Suzhou en Chine en 1965, elle émigre à Hong Kong à 15 ans, rejoint la formation d'acteurs de TVB et fait ses débuts à l'écran dans The Duke of Mount Deer (en) (1984). Sa popularité monte ensuite en flèche à la suite de son rôle de riche héritière dans l'une des séries les plus regardées de Hong Kong, Looking Back in Anger (1989).
Elle se dirige ensuite vers le cinéma, est nommée au Hong Kong Film Award de la meilleure actrice pour son rôle dans Her Beautiful Life Lies (1989) et est acclamée pour sa prestation dans Nos années sauvages (1991), l'une de ses nombreuses collaborations avec le réalisateur Wong Kar-wai. Malgré son implication dans les scandales des tabloïds, son interprétation impressionnante d'une danseuse de cabaret dans le film remet l'accent sur son talent. Elle continue à montrer sa polyvalence dans l'épopée Saviour of the Soul (1991), le biopic Center Stage (1991), la comédie He's a Woman, She's a Man (en) (1994) et le film d'amour Gigolo and Whore (1994). Après ses films suivants, Les Cendres du temps (1994) et Forbidden City Cop (1997), Lau attire de nouveau l'attention de divers jurys de festival avec ses interprétations mesurées de la propriétaire bisexuelle Wan d'une usine de soie dans Intimates (1997) et de prostituée dans Les Fleurs de Shanghai (1998).
Son rôle de la femme de Sam Hon dans les deux suites de Infernal Affairs et d'un androïde dans 2046 (2004) de Wong Kar-wai augmente encore sa reconnaissance internationale. Elle prend ensuite la place de Sarah Jessica Parker dans la version hongkongaise de Sex and the City, renommée Sex and the Beauties (2004). Elle remporte des critiques élogieuses pour sa prestations de Rose dans le thriller à petit budget Curiosity Kills the Cat (en) (2006) et de Wu Zetian dans la superproduction Détective Dee : Le Mystère de la flamme fantôme (2010). Elle est nommée au Prix de la meilleure actrice au Festival de Cannes pour son rôle de femme au foyer riche et abandonnée par son mari dans Bends (en) (2013).
En 2016, elle est l'une des célébrités apparaissant dans l'émission de télé-réalité chinoise Up Idol (en). Depuis lors, elle a fait des apparitions dans d'autres émissions de télé-réalité du continent. En juin 2017, elle est invitée, avec son mari, à devenir membre de l'Académie des Oscars.

## Autres activités
Elle est présidente exécutive de la chaîne hongkongaise TVMART de Hong Kong, mais est remplacée par le conseil d'administration après une perte de 40 millions NT$. Elle déclare aux médias que, faute de formation, ses décisions avaient eu des influences négatives sur l'entreprise.

## Incidents

### Enlèvement de 1990
En 1990, durant le tournage de Nos années sauvages, Lau est enlevée pendant plusieurs heures et forcée d'être prise en photo seins nus. À l'époque, les journaux locaux et l'agence Reuters, signalent que Lau a été enlevée, mais aucune enquête de police n'est ouverte,. Certains[Qui ?] pensent que l'homme derrière l'enlèvement est Albert Yeung, un homme d'affaires avec lequel Lau avait un différend financier. Yeung a dit que Lau n'a jamais voulu parler de ce qui s'est passé pendant ces heures manquantes, y compris à lui.
Lau révèle en 2008 qu'elle avait été enlevée par quatre hommes travaillant pour un chef des triades, comme « punition » pour avoir refusé une offre de film. Elle a dit qu'elle n'avait pas été violée pendant sa séquestration de deux heures.

### Incident du magazineEast Weekde 2002
Des photos de Carina Lau nue sont publiées dans l'édition du 30 octobre 2002 de East Week (en), des années après que Lau ait été kidnappée par des triades pour avoir refusé de participer à un film qu'elles produisaient,.
Les photos de nu montrent l'actrice en détresse. Des protestations et des pétitions massives sont lancées par ses confrères de Hong Kong, et l'éthique des tabloïds et de la presse à scandale de Hong Kong est mise en question. Le magazine est fermé en novembre 2002, pour reprendre fin 2003,. Mong, l'éditeur de la photo qui a 52 ans en 2009, est condamné à 5 mois de prison après avoir plaidé coupable en décembre 2008 pour avoir publié des photos obscènes.

## Vie privée
Lau fréquente le magnat hongkongais Julian Hsu de 1986 à 1988. Ils se fiancent et vivent ensemble jusqu'en avril 1988 quand Hui annonce leur séparation. Les médias décrivent cela comme une tentative ratée de Lau de se marier dans une famille riche, après que Lau ait déclaré publiquement qu'ils s'étaient séparés à l'amiable et qu'elle restait amie avec Hui et sa famille. Hui est actuellement mariée à l'actrice Michelle Reis depuis 2008.
Elle est en couple avec l'acteur Tony Leung Chiu-wai depuis 1989. Ils se sont mariés le 21 juillet 2008 à l'hôtel Uma Paro au Bhoutan. Le mariage lui-même a coûté plus de 30 millions HK$ et la bague de mariage Cartier de 12 carats plus de 10 millions HK$. Parmi les invités se trouvaient la chanteuse Faye Wong qui a chanté et le réalisateur Wong Kar-wai,. Le mariage a créé une frénésie médiatique à Hong Kong, les entreprises dépensant des centaines de milliers HK$ pour couvrir la fête de mariage.
Il y a eu des rumeurs persistantes selon lesquelles Tony Leung et l'actrice Maggie Cheung avaient une relation, ce qui est un sujet brûlant dans les médias chinois en raison de la célébrité des trois acteurs. Leung et Cheung avaient joué ensemble dans le film In the Mood for Love en 1999. La rumeur d'une querelle entre Lau et Cheung prend fin en 2013 lorsque Lau diffuse une photo d'elles ensemble sur les réseaux sociaux. Concernant ce triangle amoureux, Lau déclare en septembre 2016, lors d'une interview dans The Jin Xing Show (en), qu'elle « connaît l'affaire autant que le public », que « s'il aime vraiment Maggie Cheung, je serais heureux aussi. C'est sa décision ».

## Filmographie
- 1986 : Naughty Boys
- 1987 : Action force 10
- 1987 : Tragic Hero
- 1987 : Rich and Famous
- 1987 : Scared Stiff
- 1987 : Mister Dynamite
- 1988 : The Romancing Star 2
- 1988 : Four Lovers
- 1988 : Profile of Pleasure
- 1989 : Return of the Lucky Stars
- 1989 : Héroïne Connection
- 1989 : Four Loves
- 1989 : Her Beautiful Life Lies
- 1990 : Queen's Bench 3
- 1990 : She Shoots Straight
- 1990 : Dragon Versus Phoenix
- 1990 : My American Grandson
- 1991 : City Warriors
- 1991 : The Banquet
- 1991 : Nos années sauvages
- 1991 : Saviour of the Soul
- 1992 : The Night Rider
- 1992 : Lord of East China Sea
- 1992 : Girls Without Tomorrow 1992
- 1992 : Love: Now You See It... Now You Don't
- 1992 : Center Stage
- 1993 : Crazy Hong Kong
- 1993 : No More Love, No More Death
- 1993 : Deadful Melody
- 1993 : Rose Rose I Love You
- 1993 : Lady Super Cop
- 1993 : Lover of the Swindler
- 1993 : The Eagle Shooting Heroes
- 1993 : Shadow Cop
- 1993 : Legend of Prince
- 1993 : He Ain't Heavy, He's My Father
- 1993 : Love on the Rooftops
- 1993 : Lord of East China Sea 2
- 1994 : He's a Woman, She's a Man
- 1994 : Gigolo and Whore
- 1994 : Les Cendres du temps
- 1994 : C'est la vie, mon chéri
- 1996 : Who's the Woman, Who's the Man
- 1996 : Forbidden City Cop
- 1997 : Intimates
- 1998 : Love Generation Hong Kong
- 1998 : Les Fleurs de Shanghai
- 2001 : La Brassière
- 2001 : Cop Shop Babes
- 2002 : Mighty Baby
- 2003 : Infernal Affairs 2
- 2003 : Infernal Affairs 3
- 2004 : Throw Down
- 2004 : 2046
- 2004 : Itchy Heart
- 2004 : Sex and the Beauties
- 2006 : Curiosity Kills the Cat
- 2010 : Détective Dee : Le Mystère de la flamme fantôme de Tsui Hark
- 2011 : All's Well, Ends Well 2011
- 2013 : Bends de Flora Lau
- 2013 : Détective Dee 2 : La Légende du Dragon des mers de Tsui Hark
- 2015 : From Vegas to Macau 2
- 2016 : From Vegas to Macau 3
- 2018 :  Détective Dee 3 : La Légende des Rois célestes de Tsui Hark
- 2021 :  Dynasty Warriors

## Distinctions

### Récompenses
- Festival des 3 Continents 1991 : Prix d'interprétation féminine pour Nos années sauvages
- Hong Kong Film Awards 2011 : prix de la meilleure actrice pour Détective Dee : Le Mystère de la flamme fantôme

### Nominations
- Hong Kong Film Awards 1990 : prix de la meilleure actrice pour Her Beautiful Life Lies
- Hong Kong Film Awards 1991 : prix de la meilleure actrice pour Nos années sauvages
- Golden Horse Film Festival and Awards 1991 : prix de la meilleure actrice pour Nos années sauvages
- Hong Kong Film Awards 1992 : prix de la meilleure actrice pour Gigolo and Whore
- Golden Horse Film Festival and Awards 1991 : prix de la meilleure chanson pour The Intimates
- Hong Kong Film Awards 1998 : prix de la meilleure actrice pour The Intimates
- Hong Kong Film Awards 2004 : prix de la meilleure actrice pour Infernal Affairs 2
- Golden Horse Film Festival and Awards 2006 : prix de la meilleure actrice pour Curiosity Kills the Cat
- Golden Horse Film Festival and Awards 2011 : prix de la meilleure actrice pour Let the Bullets Fly
- Hong Kong Film Awards 2012 : prix de la meilleure actrice dans un second rôle pour Let the Bullets Fly
- Hong Kong Film Awards 2014 : prix de la meilleure actrice dans un second rôle pour Détective Dee 2 : La Légende du Dragon des mers